# Ann Thwaite
Ann Thwaite (née le 4 octobre 1932) est une écrivaine et biographe britannique.

## Biographie
Née à Londres, Ann Thwaite passe les années de guerre en Nouvelle-Zélande, puis revient pour terminer ses études à la Queen Elizabeth's School For Girls de Barnet et au St Hilda's College d'Oxford. Elle vit à Tokyo, Benghazi puis à Nashville, Tennessee. Elle donne des conférences dans de nombreux pays, est surtout écrivaine. Elle s'installe finalement dans le Norfolk avec son mari, le poète Anthony Thwaite (1930-2021). Elle est titulaire d'un doctorat en littérature d'Oxford et membre de la Royal Society of Literature. Elle est membre honoraire de l'Université de Roehampton (Centre national de recherche sur la littérature pour enfants) et titulaire d'un doctorat honorifique de l'Université d'East Anglia.
Pendant quarante ans, Ann Thwaite écrit des livres pour enfants, notamment The Camelthorn Papers (1969), traduit en japonais et en grec, Tracks, une histoire néo-zélandaise, et un livre d'images, Gilbert and the Birthday Cake. Jan Mark inclut son histoire « Feeding the Cats » dans le Oxford Book of Children's Stories (1993). Elle passe en revue des livres pour enfants pendant de nombreuses années, principalement dans le Times Literary Supplement, et dirige une bibliothèque pour les enfants locaux à son domicile.
The Brilliant Career of Winnie-the Pooh, un album dérivé de sa biographie sur Milne, est publié des deux côtés de l'Atlantique en 1992. Elle édite (1968-1975) Allsorts, une collection annuelle qui comprend de nouvelles œuvres pour enfants d'écrivains tels que Michael Frayn, James Fenton, Penelope Lively et William Trevor. My Oxford (1977) contient des souvenirs de leur séjour là-bas écrits par des écrivains tels que John Mortimer, Antonia Fraser et Martin Amis. Son édition de Portraits from Life est un recueil (1991) d'essais d'Edmund Gosse sur ses amis, dont Henry James, Robert Louis Stevenson et Thomas Hardy.
En 2009, Ann Thwaite publie Passageways: The Story of a New Zealand Family. Ses huit arrière-grands-parents ont émigré en Nouvelle-Zélande au milieu du XIXe siècle, et c'est en réalisant qu'elle en savait beaucoup plus sur les familles de ses sujets biographiques qu'elle s'est penchée sur sa propre histoire familiale.
En 2017, une nouvelle édition de sa biographie de Alan Alexander Milne de 1990 est publiée à l'occasion du film Goodbye Christopher Robin pour lequel elle est consultante. Cela est apparu avec le sous-titre AA Milne et la création de Winnie l'ourson et a une introduction de Frank Cottrell-Boyce, le scénariste. En 2018, Goodbye Christopher Robin est traduit en japonais.

## Publications
- A Piece of Parkin: A True Story from the Autobiography of Frances Hodgson Burnett (1980)
- Edmund Gosse: A Literary Landscape, 1849-1928 (1984)
- A. A. Milne: His Life (1990)
- Waiting for the Party: The Life of Frances Hodgson Burnett, 1849-1924 (1991)
- The Ashton Affair (1995) (livre pour enfants)
- Emily Tennyson : he Poet's Wife (1996)
- Glimpses of the Wonderful: The Life of Philip Henry Gosse  1810-1888 (2002)
- Passageways: The Story of a New Zealand Family (2009)